# Rödnäbbad papegoja
Rödnäbbad papegoja (Pionus sordidus) är en fågel i familjen västpapegojor inom ordningen papegojfåglar.

## Utseende
Rödnäbbad papegoja är en medelstor grön papegoja med röd undergump, blått bröst och mörkblått i pannan. Den röda näbben som gett den sitt namn är vanligen tydlig på sittande fågel, men kan vara svårt att se i flykten. Runt ögat har den en grå eller vit ögonring som är rätt otydlig i större delen av utbredningsområdet. Fågeln flyger karakteristiskt med mycket djupa vingslag där vingspetsarna nästan möts. 

## Utbredning och systematik
Rödnäbbad papegoja förekommer i bergstrakter i norra Sydamerika och delas in i sex underarter med följande underarter:
- Pionus sordidus antelius – nordöstra Venezuela (Anzoátegui, Sucre och Monagas)
- Pionus sordidus sordidus – norra Venezuela (Lara och Falcón till Caracas)
- Pionus sordidus ponsi – nordöstra Colombia till Sierra de Perija (nordvästra Venezuela)
- Pionus sordidus saturatus – Sierra Nevada de Santa Marta (nordöstra Colombia)
- Pionus sordidus corallinus – östra Anderna från Colombia till östra Ecuador, östra Peru och norra Bolivia
- Pionus sordidus mindoensis – västra Ecuador

## Levnadssätt
Rödnäbbad papegoja hittas i bergsbelägen molnskog på medelhög höjd. Den ses vanligen i små flockar med upp till tio till 15 fåglar, tillfälligtvis fler. Fågeln livnär sig på frukt i trädkronorna.

## Status och hot
Arten har ett stort utbredningsområde, men tros minska i antal, dock inte tillräckligt kraftigt för att den ska betraktas som hotad. Internationella naturvårdsunionen IUCN listar arten som livskraftig (LC).